# Vini Vici
Cet article possède des paronymes, voir Vidivici et Vidi Vici.
 (octobre 2022).
La mise en forme du texte ne suit pas les recommandations de Wikipédia : il faut le « wikifier ».
Les points d'amélioration suivants sont les cas les plus fréquents. Le détail des points à revoir est peut-être précisé sur la page de discussion.
- Les titres sont pré-formatés par le logiciel. Ils ne sont ni en capitales, ni en gras.
- Le texte ne doit pas être écrit en capitales (les noms de famille non plus), ni en gras, ni en italique, ni en « petit »…
- Le gras n'est utilisé que pour surligner le titre de l'article dans l'introduction, une seule fois.
- L'italique est rarement utilisé : mots en langue étrangère, titres d'œuvres, noms de bateaux, etc.
- Les citations ne sont pas en italique mais en corps de texte normal. Elles sont entourées par des guillemets français : « et ».
- Les listes à puces sont à éviter, des paragraphes rédigés étant largement préférés. Les tableaux sont à réserver à la présentation de données structurées (résultats, etc.).
- Les appels de note de bas de page (petits chiffres en exposant, introduits par l'outil «  Source ») sont à placer entre la fin de phrase et le point final[comme ça].
- Les liens internes (vers d'autres articles de Wikipédia) sont à choisir avec parcimonie. Créez des liens vers des articles approfondissant le sujet. Les termes génériques sans rapport avec le sujet sont à éviter, ainsi que les répétitions de liens vers un même terme.
- Les liens externes sont à placer uniquement dans une section « Liens externes », à la fin de l'article. Ces liens sont à choisir avec parcimonie suivant les règles définies. Si un lien sert de source à l'article, son insertion dans le texte est à faire par les notes de bas de page.
- La présentation des références doit suivre les conventions bibliographiques. Il est recommandé d'utiliser les modèles {{Ouvrage}}, {{Chapitre}}, {{Article}}, {{Lien web}} et/ou {{Bibliographie}}. Le mode d'édition visuel peut mettre en forme automatiquement les références.
- Insérer une infobox (cadre d'informations à droite) n'est pas obligatoire pour parachever la mise en page.

Pour une aide détaillée, merci de consulter Aide:Wikification.
Si vous pensez que ces points ont été résolus, vous pouvez retirer ce bandeau et améliorer la mise en forme d'un autre article.
Vini Vici est un duo de psytrance israélien d'Afula,. Le groupe a été initialement formé en 2001 sous le nom de Sesto Sento par les producteurs Matan Kadosh, Aviram Saharai et Itai Spector ; Spector est parti en 2011. En 2013, Kadosh et Saharai ont poursuivi leurs activités musicales sous le nom de Vini Vici.

## Histoire

### Sesto Sento (2001–2013)
Âgés de 15 ans, Saharai et Spector étaient des camarades de classe au lycée qui ont commencé à produire de la "musique trancey" sous le nom de "Sesto Sento". Ils ont rapidement été rejoints par Kadosh, 17 ans, qui s'était fait une réputation de DJ de l'école; en une semaine, les trois avaient produit leur premier album, sorti en 2001. L'album du trio Come Together (2006) a atteint le statut de disque d'or. Ils ont également fait une musique plus techno sous le nom de 'Ferbi Boys'. Spector est devenu plus religieux durant deux ans, se retirant des apparitions publiques avant d'abandonner le groupe en 2011 pour vivre une vie juive plus orthodoxe. Il avait conclu que jouer de la musique était incompatible avec le fait d'être strictement juif orthodoxe, mais il est resté bon ami avec Saharai et Kadosh dans les années qui ont suivi. Après que Spector ait quitté le groupe, le producteur et guitariste Dror Elkayam a rejoint Sesto Sento, mais a également quitté le groupe plus tard.[réf. nécessaire]

### Vini Vici (2013-présent)
En 2013, Aviram Saharai et Matan Kadosh ont poursuivi leurs activités musicales sous le nom de 'Vini Vici', qu'ils ont décrit comme 'un nouveau projet',. Le succès international de Vini Vici est venu en 2015, alors que "The Tribe" (que Saharai appelait "la plus grande essence" de ce qui allait devenir le style de Vini Vici), de leur premier album Future Classics a été salué par beaucoup de leurs fans. Saharai a déclaré: « Nous avons compris que nous voulions avoir de la musique du monde, avec de la psytrance. Nous voulions mélanger ces deux mondes. Faisant initialement le tour de l'underground psytrance, le morceau est devenu un succès commercial lorsque les DJ EDM ont commencé à le jouer, révélant ainsi Vini Vici au monde. En 2019, "The Tribe" comptait plus de onze millions de lectures sur Spotify.
Vini Vici a également fait un remix pour la chanson " Free Tibet " de Hilight Tribe, qui en 2019 avait atteint plus de 94 millions d'écoutes sur YouTube. Plus tard, en 2016, ils ont collaboré avec le producteur de transe néerlandais Armin van Buuren et Hilight Tribe sur une chanson intitulée "Great Spirit",. La chanson a dépassé le million d'écoutes en une semaine.[réf. nécessaire]
En 2017, Vini Vici a sorti plusieurs singles tels que "FKD Up Kids" et "Ravers Army". Après cela, le producteur hollandais de hardstyle Wildstylez a fait un remix de "Great Spirit" en juillet 2017. Ils ont également sorti une chanson avec le duo néerlandais de grandes salles W&W intitulée "Chakra" qui a atteint la première place du Beatport Psy-Trance Chart dans les 24 heures suivant sa sortie.[réf. nécessaire]
En 2018, Vini Vici a lancé son propre label psytrance appelé Alteza Records, dans le cadre de la distribution Armada Music, et a également sorti quelques collaborations telles que "100" avec Timmy Trumpet, "The House Of House" avec Dimitri Vegas & Like Mike, et " Moshi Moshi" avec Steve Aoki. Cette année-là, ils ont pris la scène principale du festival EDM belge Tomorrowland.
Vini Vici fait de la musique principalement sous Alteza Records, dont les autres artistes signés incluent Blastoyz, Skazi, WHITENO1SE, Reality Test, Omiki, Eddie Bitar, Indecent Noise, Animato, Gaudium, Phanatic, XYZed, Major7, Ghost Rider, Hi Profile, Off Limits, CoExist, Bizzare Contact, Berg, Dego, PANGEA, Alchimyst, PROG, Diego Miranda, Paul van Dyk et Morten Granau.[réf. nécessaire]
En 2019, Alteza Records est devenu un sous-label de Smash The House.

## Discographie

### Albums
Comme Sesto Sento
- The Inner Light (Com.Pact Records, 2002)
- The Year 83 EP / After Dark (Shiva Space Technology, 2003)
- The Bright Side (Com.Pact Records, 2003)
- The Remixer (Com.Pact Records, 2005)
- Come Together (Com.Pact Records, 2006)
- Key to The Universe (Com.Pact Records, 2008)
- What Are You Waiting For? (Com.Pact Records, 2010)
- ET Phone (Com.Pact Records, 2011)
- P.L.U.R (2012)
- Eleven Years of Music (2012)
- Science Art Wonder (2015)

Comme Vini Vici
- Future Classics (2015)[7]

### Compilations
Comme Sesto Sento
- B.P.M. - Bionic Pulse Method (Agitato Records, 2002)
- B.P.M. - Bionic Pulse Method Vol. 2 (Agitato Records, 2003)
- Afula On (Com.Pact Records, 2004)
- Afula On Vol. 2 (Com.Pact Records 2008)
- Journey Through Time (2010)
- P.L.U.R (Remixes) (2012)

Comme Vini Vici
- Part of the Dream – Compiled by Vini Vici (2017)[8]